# Romanskaya (cràter)
Romanskaya és un cràter d'impacte en el planeta Venus de 30,4 km de diàmetre. Porta el nom de Sofia Romanskaya (1886-1969), astrònoma russa, i el seu nom va ser aprovat per la Unió Astronòmica Internacional el 1994.